# Carles Parés i Marsans
Carles Parés i Marsans (Badalona, 1850 - 22 de gener de 1918) va ser un metge i polític català.
Fill del cirurgià badaloní Francesc de Paula Parés i Ferreras, i membre d'una nissaga mèdica iniciada pel seu avi, Francesc, natural de Sant Quirze de Besora. Va distingir-se com a metge, elogiat especialment en moments d'epidèmia a la ciutat. El 1910 fou un dels metges fundadors del Cos Mèdic de Badalona.
Membre del Partit Liberal Fusionista, va ser regidor diverses vegades a l'Ajuntament de Badalona, ocupant l'alcaldia de la vila entre l'1 de gener de 1890 i el 6 de juliol de 1891. El 1899 es presentà les eleccions com a oposició al conservador Joaquim Palay i Jaurés, però els fets ocorregut l'1 de juliol a la porta de l'Ajuntament l'obligaren a atendre els ferits i això impedí que prengués possessió com a regidor.